# Grand béguinage de Tournai
Le Grand béguinage, aussi appelé, béguinage des Prés ou de la Madeleine est un ancien béguinage situé dans la ville de Tournai, son église était dédiée à Sainte-Élisabeth.

## Établissement
La date de fondation exacte du Grand béguinage de Tournai est inconnue, on sait cependant que le 12 mai 1241 un bourgeois de Tournai, Jacques le Tondeur achète au magistrat un terrain appartenant à la ville de Tournai et en fait don aux béguines pour qu'elles s'y établissent. Ce terrain est situé dans le quartier extra-muros des Prés, aussi appelé de la Madeleine, entre la route de Courtrai (actuelle rue de la Madeleine) à l'ouest, la porte de la Sainte-Fontaine et l'enceinte au nord (les deux ne sont cependant construites qu'à la fin du XIIIe siècle), l'Escaut à l'est (à l'exception d'un chemin de huit pieds le long du fleuve) et la chapelle Sainte-Marie-Madeleine au sud. Les premiers bâtiments y sont construits, financés en majeure partie par Henri de Gand, archidiacre de Tournai à la condition que les béguines payent annuellement 50 sous aux deux chapelains du béguinage,. 
Au cours du XIIIe siècle, le béguinage est appelé béguinage des Prés, ce n'est qu'au XVe siècle qu'apparait le nom de Grand béguinage de la Madeleine ou Grand béguinage. 
La présence d'une église dans le béguinage est probable dès sa création mais elle n'est attestée qu'en décembre 1281, elle est probablement dédiée dès sa construction à Saint-Élisabeth. 
En 1289, une infirmerie et une maison du chapelain sont ajoutées aux bâtiments existants. 

## Suppression
Lors de la seconde annexion française des États de Belgique à partir de 1794, une première loi est votée le 15 fructidor an IV (1er septembre 1796) qui supprime les maisons religieuse à l'exception de celles consacrées à l'enseignement ou au soin des malades, le béguinage est alors épargné mais une autre loi du 5 frimaire an VI (25 novembre 1797) abolit les « chapitres séculiers, les bénéfices simples, les séminaires et toutes les corporations laïques des deux sexes » entrainant la suppression du béguinage.

## Usage ultérieur

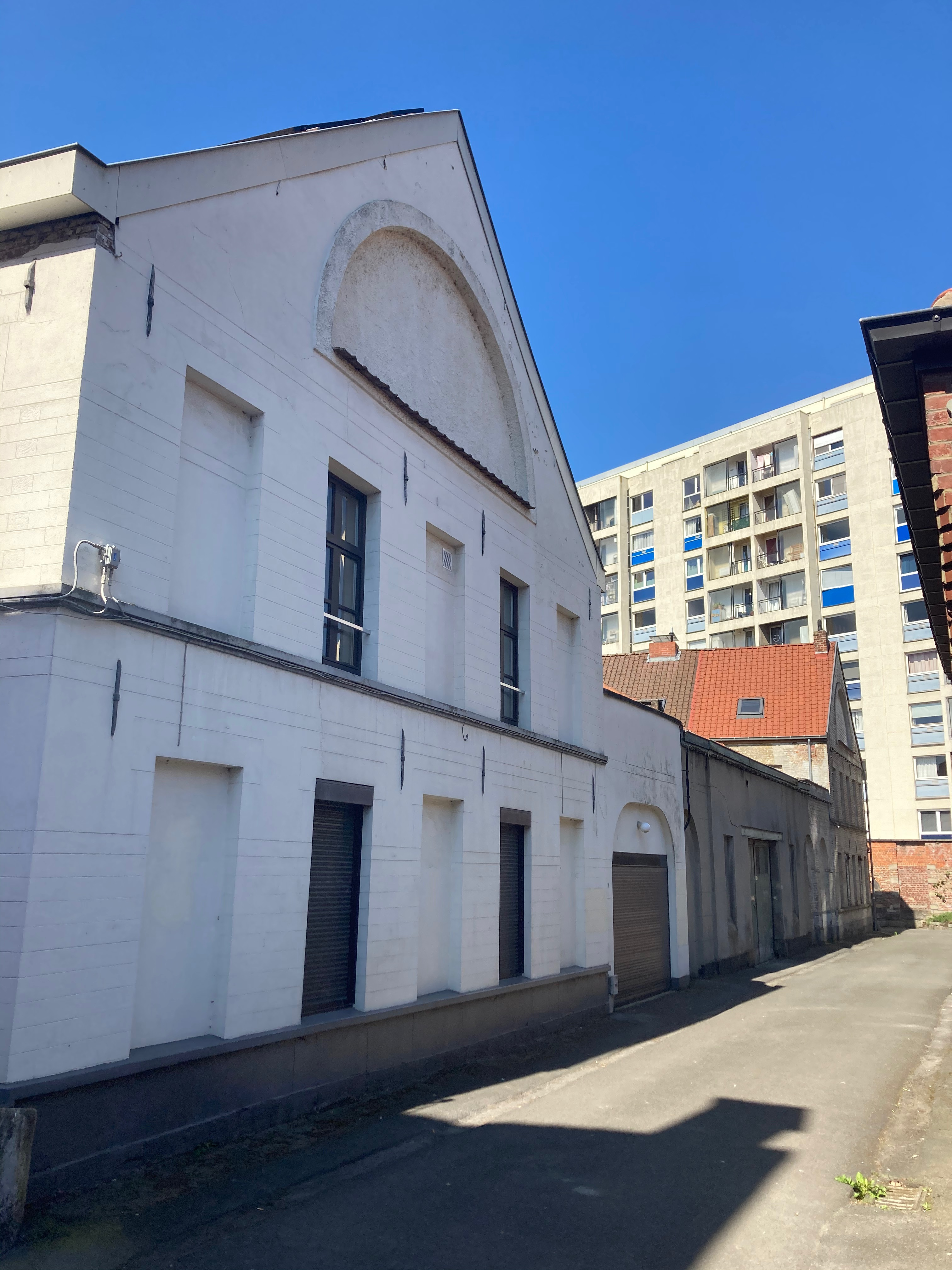
Vue nord des deux rangées de maisons.

En 1838, un certain Mambour, qui a acheté le jardin au centre du béguinage y fait construire un double rang de maisons (ces dernières existent toujours).

## Vestiges
Les vestiges du béguinage sont repris à l'Inventaire du patrimoine immobilier culturel de la Région wallonne (numéro d'inventaire 57081-INV-1929-01), ceux-ci comprennent :
- un ensemble de sept maisons et le porche donnant accès l'enclos sises rue de la Madeleine, 49-61 (n° d'inventaire  57081-INV-0710-02  pour les n°49 à 57 et n° 57081-INV-0711-02  pour les 59 et 61)[7],[8] ;
- un immeuble à un étage de style tournaisien sis Enclos du Béguinage, 8-12 (n° d'inventaire 57081-INV-1911-02)[9] ;
- une maison sans étage de style tournaisien sis Enclos du Béguinage, 6 (n° d'inventaire 57081-INV-1822-01)[10] ;
- les vestiges d'un bâtiment au nord de l'enclos, démoli à une date inconnue et dont la façade côté enclos a été incluse dans un mur (n° d'inventaire 57081-INV-0188-02)[11].

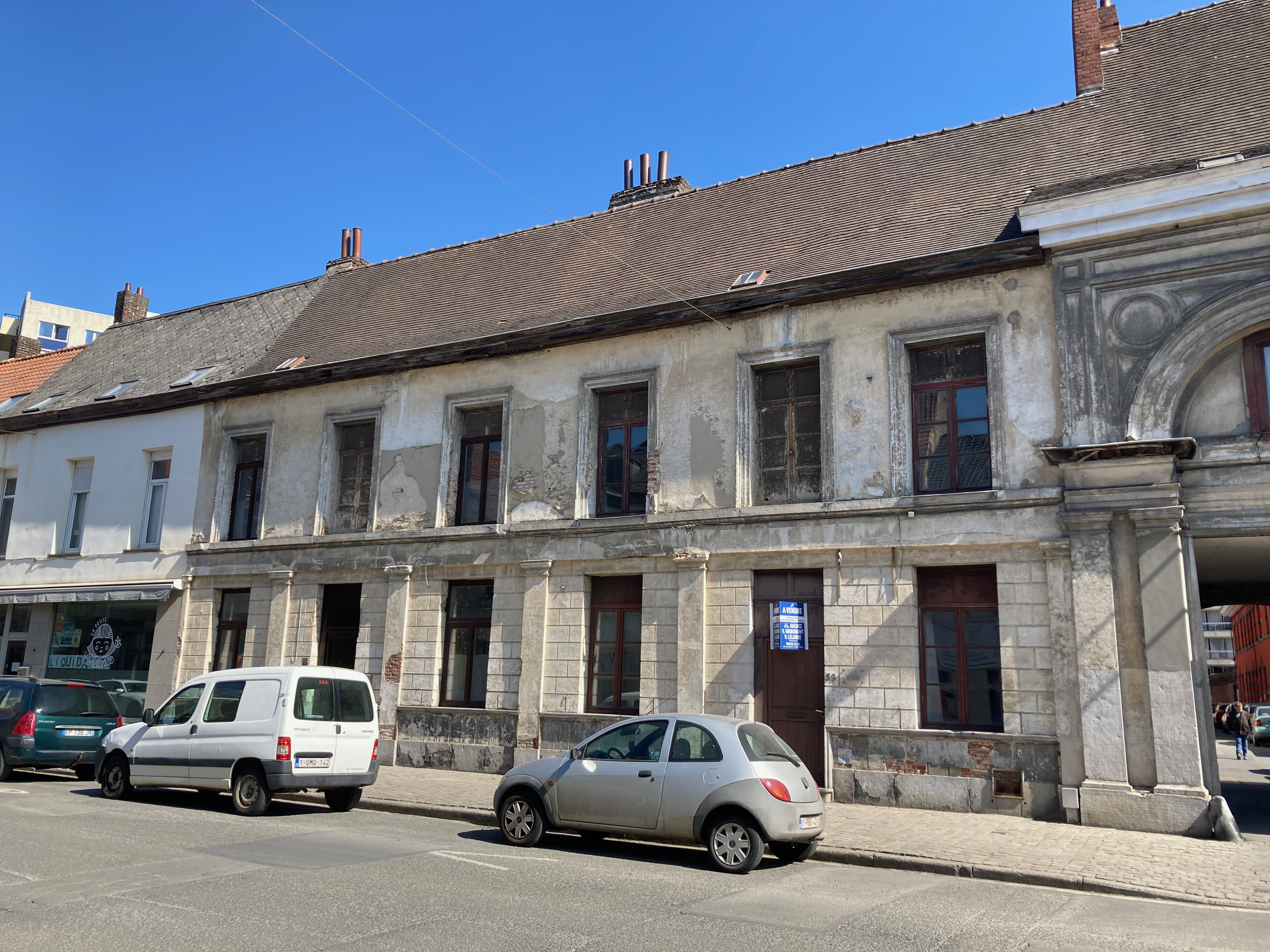
Maisons et porche rue de la Madeleine au 49-61, aile gauche.
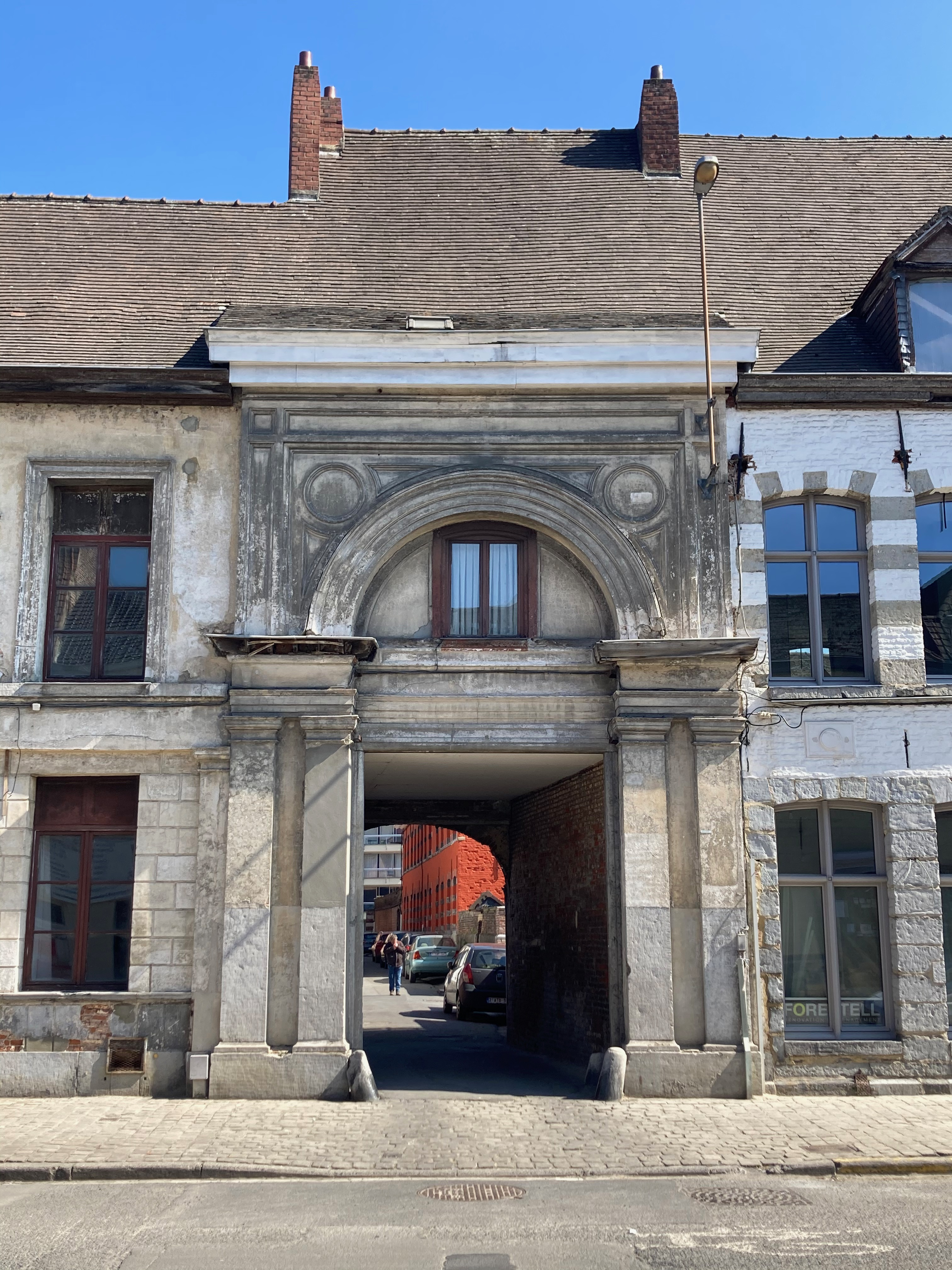
Idem, porche.
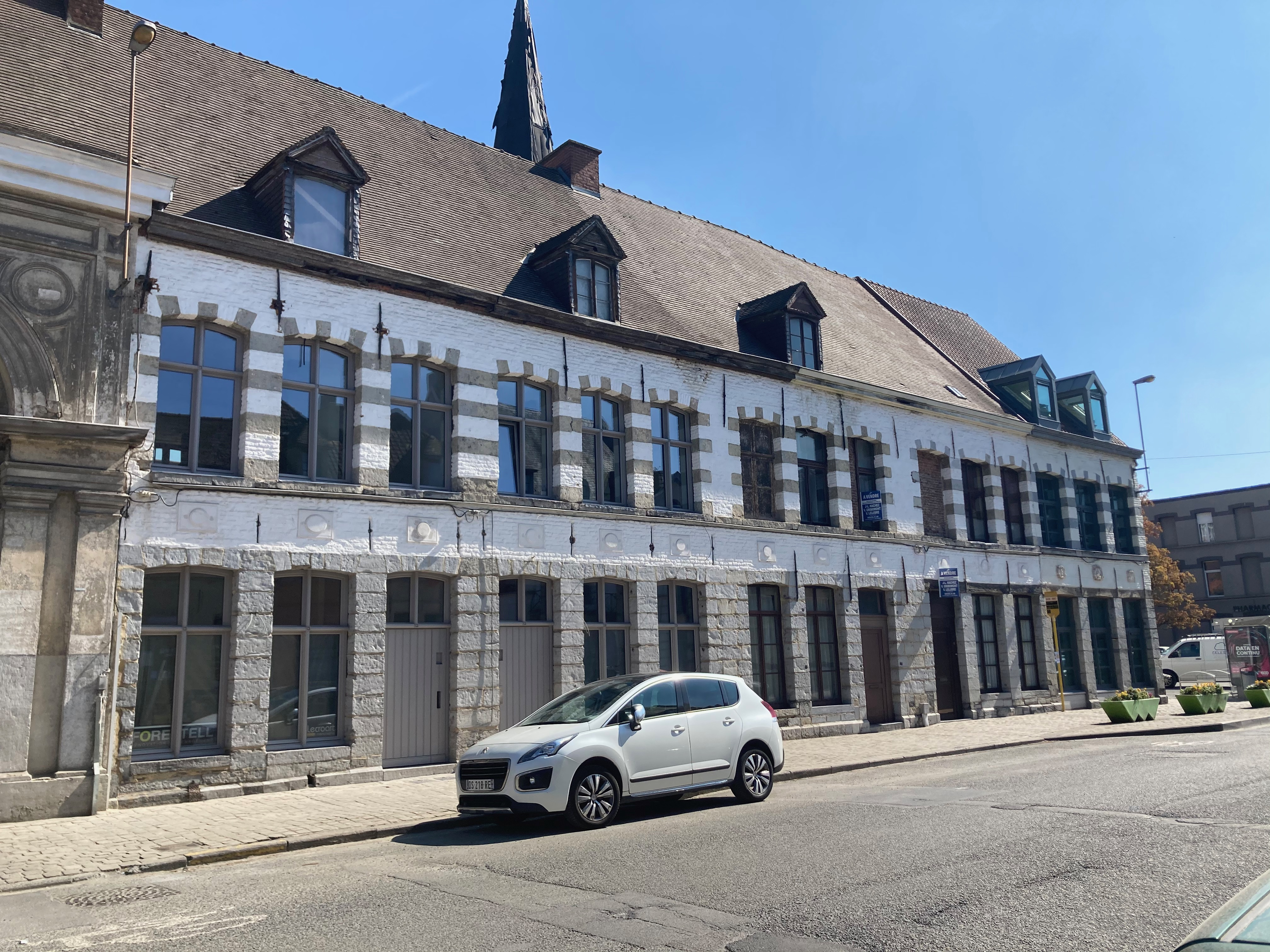
Idem, aile droite.
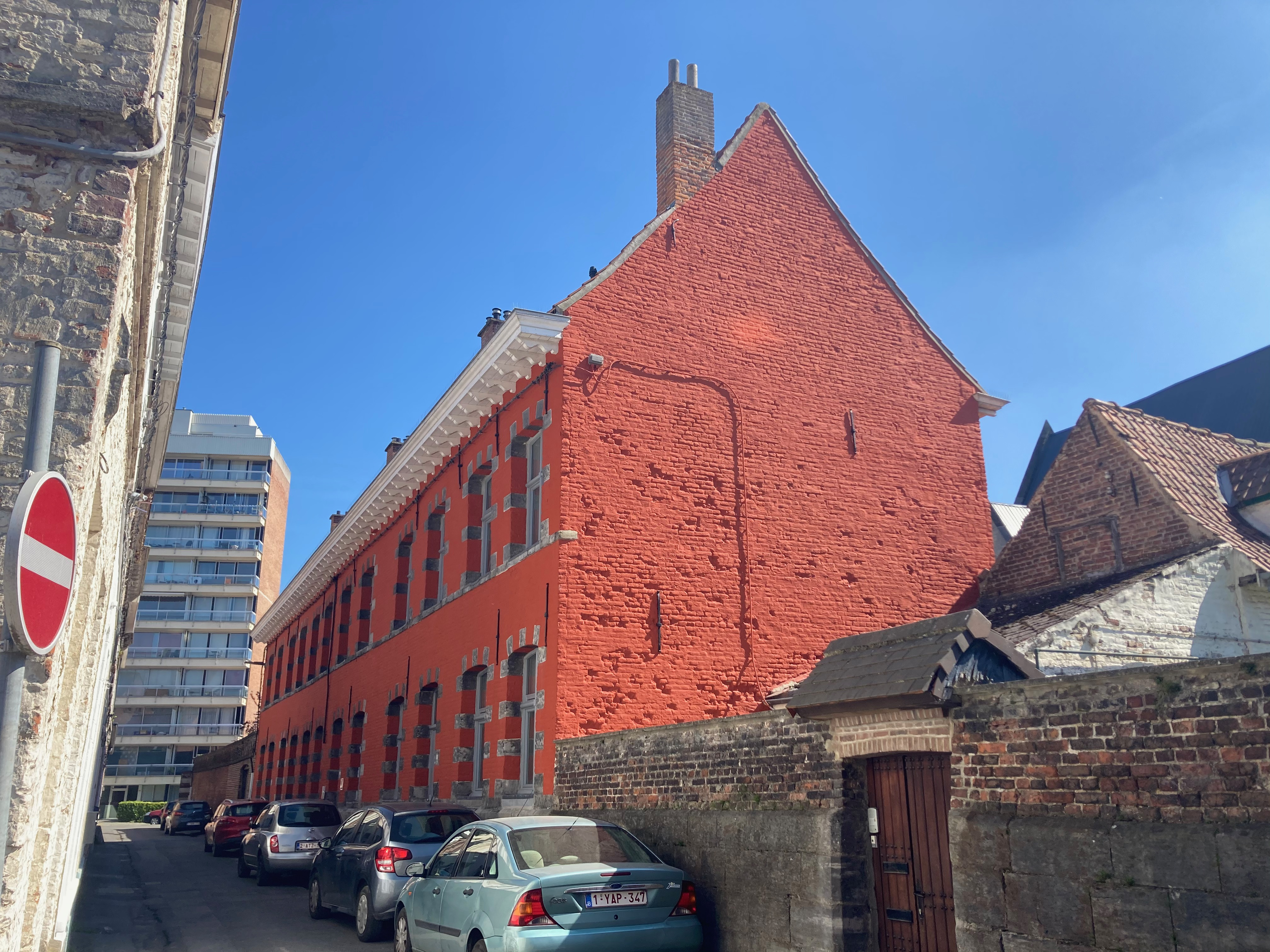
L'immeuble au 8-12 de l'enclos.
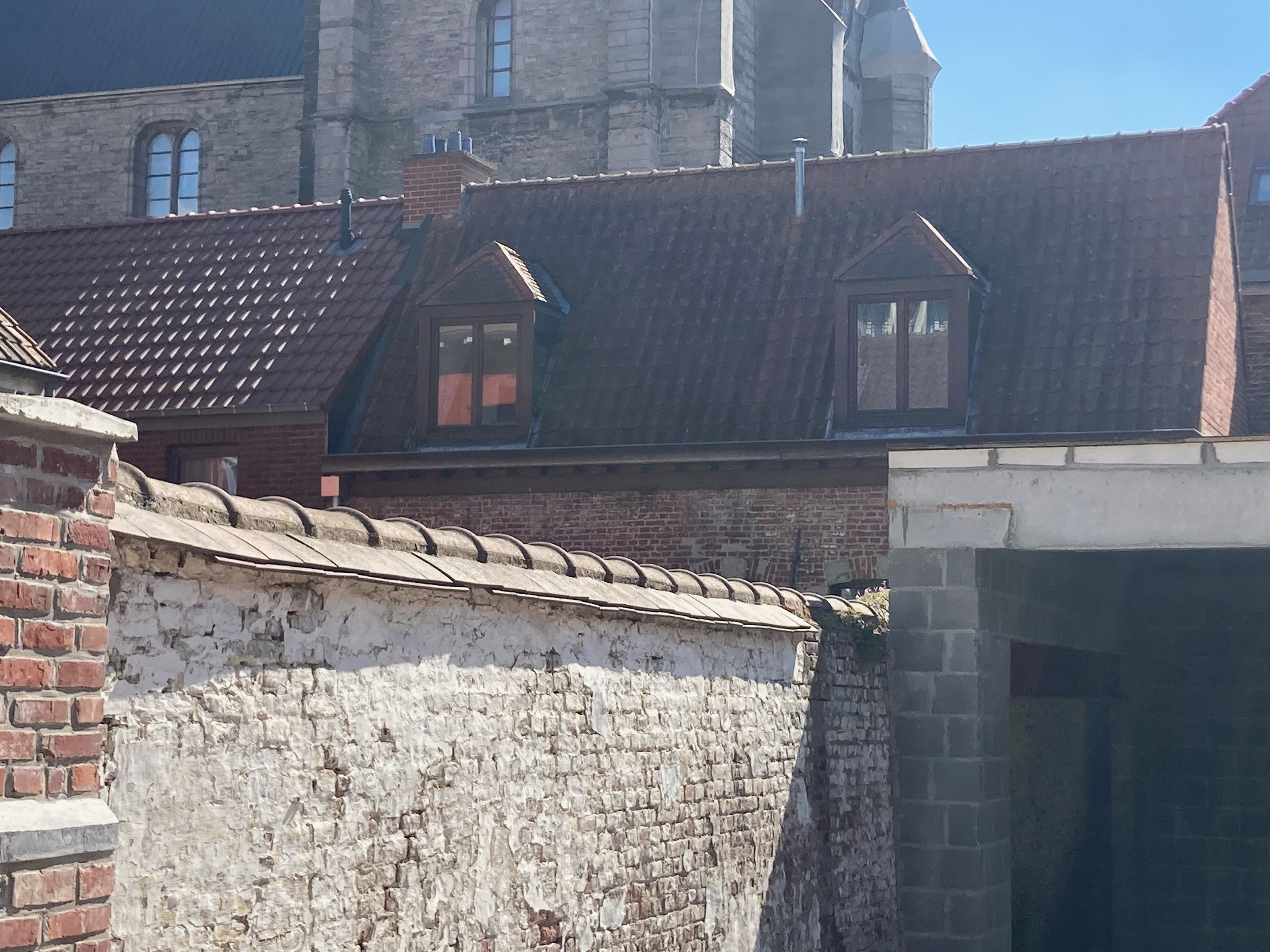
Maison au n°6 de l'enclos.
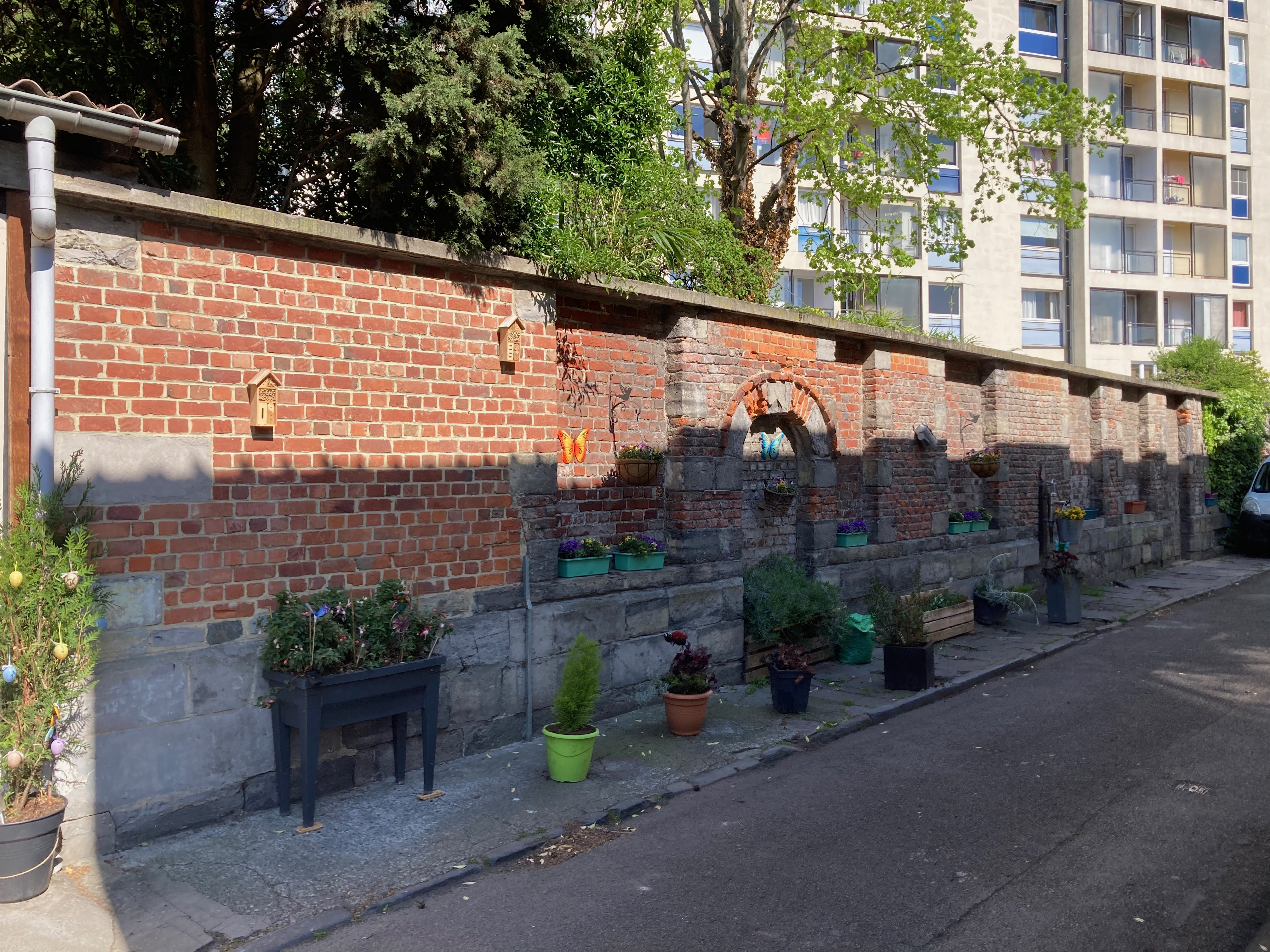
Vestiges dans un mur d'une ancienne façade.
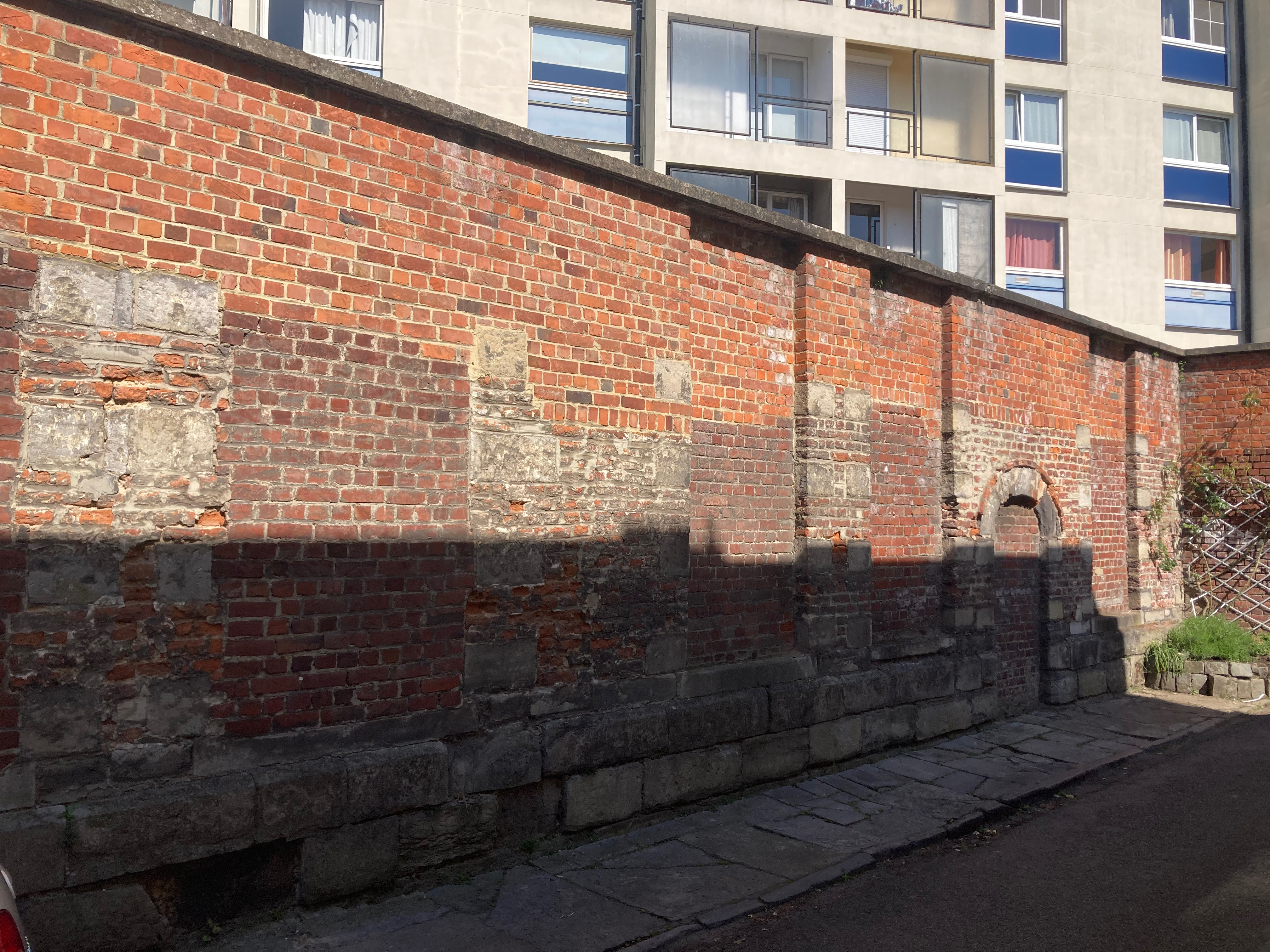
Idem.

En 2017, le Logis tournaisien, société de logement de service public (SLSP) de la commune de Tournai achète pour 360 000 € l'immeuble sis Enclos du Béguinage 8-12 ainsi qu'une autre parcelle Terrasse de la Madeleine, 13 appartenant au Centre public d'action sociale de Tournai dans le but de rénover les bâtiments et y faire sept logements sociaux. Les travaux ont été confiés à l'architecte Rebecca Decruyenaere de l'agence Arch’L et à la société TRADECO. Le projet a abouti à la réalisation de six appartement dans l'immeuble de l'Enclos du Béguinage, 8-12 avec une cour commune à l'arrière, une maison à quatre chambres avec jardin a été construite sur la parcelle de la Terrasse de la Madeleine, 13,,.
Le Logis tournaisien a reçu le prix 2021 de l’association Pasquier Grenier pour cette réalisation.